# Sgairneach Mhòr
Sgairneach Mhòr är ett berg i Storbritannien.   Det ligger i kommunen Perth and Kinross och riksdelen Skottland, i den norra delen av landet, 600 km norr om huvudstaden London. Toppen på Sgairneach Mhòr är 991 meter över havet, eller 178 meter över den omgivande terrängen. Bredden vid basen är 3,7 km.
Terrängen runt Sgairneach Mhòr är huvudsakligen kuperad. Trakten runt Sgairneach Mhòr är nära nog obefolkad, med mindre än två invånare per kvadratkilometer. Det finns inga samhällen i närheten. Omgivningarna runt Sgairneach Mhòr är i huvudsak ett öppet busklandskap.